# هضبة نجران
هضبة نجران هي أحد الهضاب التي تقع جنوب المملكة العربية السعودية في أقصى جنوب الدرع العربي، ويخترقها عدد من الأودية أهمها وادي نجران، وتعد هضبة نجران من اخصب المناطق الزراعية في السعودية وذلك لتوفر التربة البركانية، تمتد هضبة نجران من هضبة نجد وهضبة عسير شمالا حتى وادي نجران جنوبا، ومن صحراء الربع الخالي شرقا حتى مرتفعات جبال السروات غربا، وهي تنحدر بصفة عامة نحو الشرق، ويتراوح ارتفاعها بين 1100 و1500 متر فوق مستوى سطح البحر.